# Scurrula chingii
Scurrula chingii är en tvåhjärtbladig växtart som först beskrevs av Wan Chun Cheng, och fick sitt nu gällande namn av Hua Shing Kiu. Scurrula chingii ingår i släktet Scurrula och familjen Loranthaceae. Utöver nominatformen finns också underarten S. c. yunnanensis.